# Hecatesia fenestrata
Hecatesia fenestrata är en fjärilsart som beskrevs av Jean Baptiste Boisduval 1829. Hecatesia fenestrata ingår i släktet Hecatesia och familjen nattflyn. Inga underarter finns listade i Catalogue of Life.

## Bildgalleri

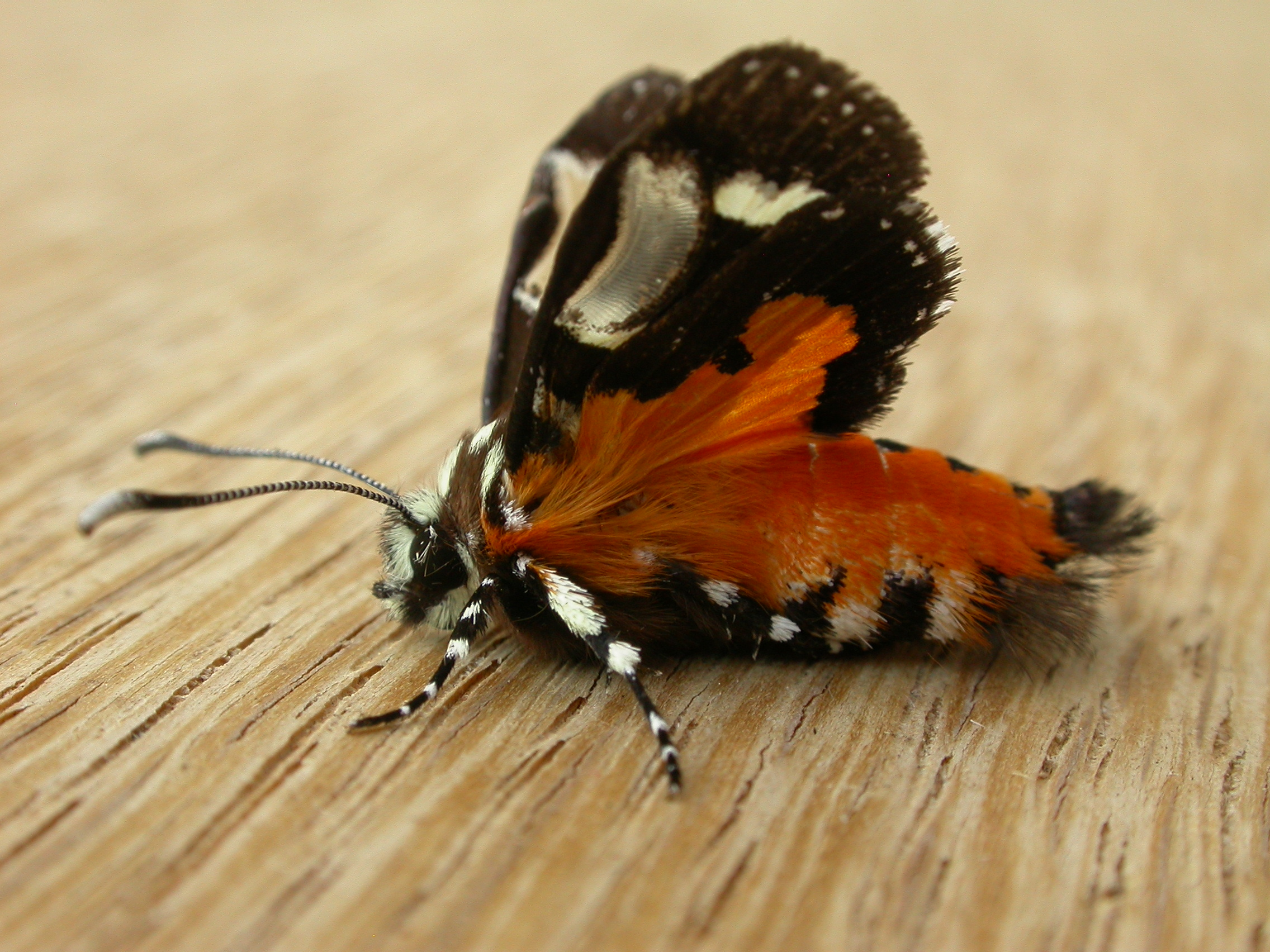
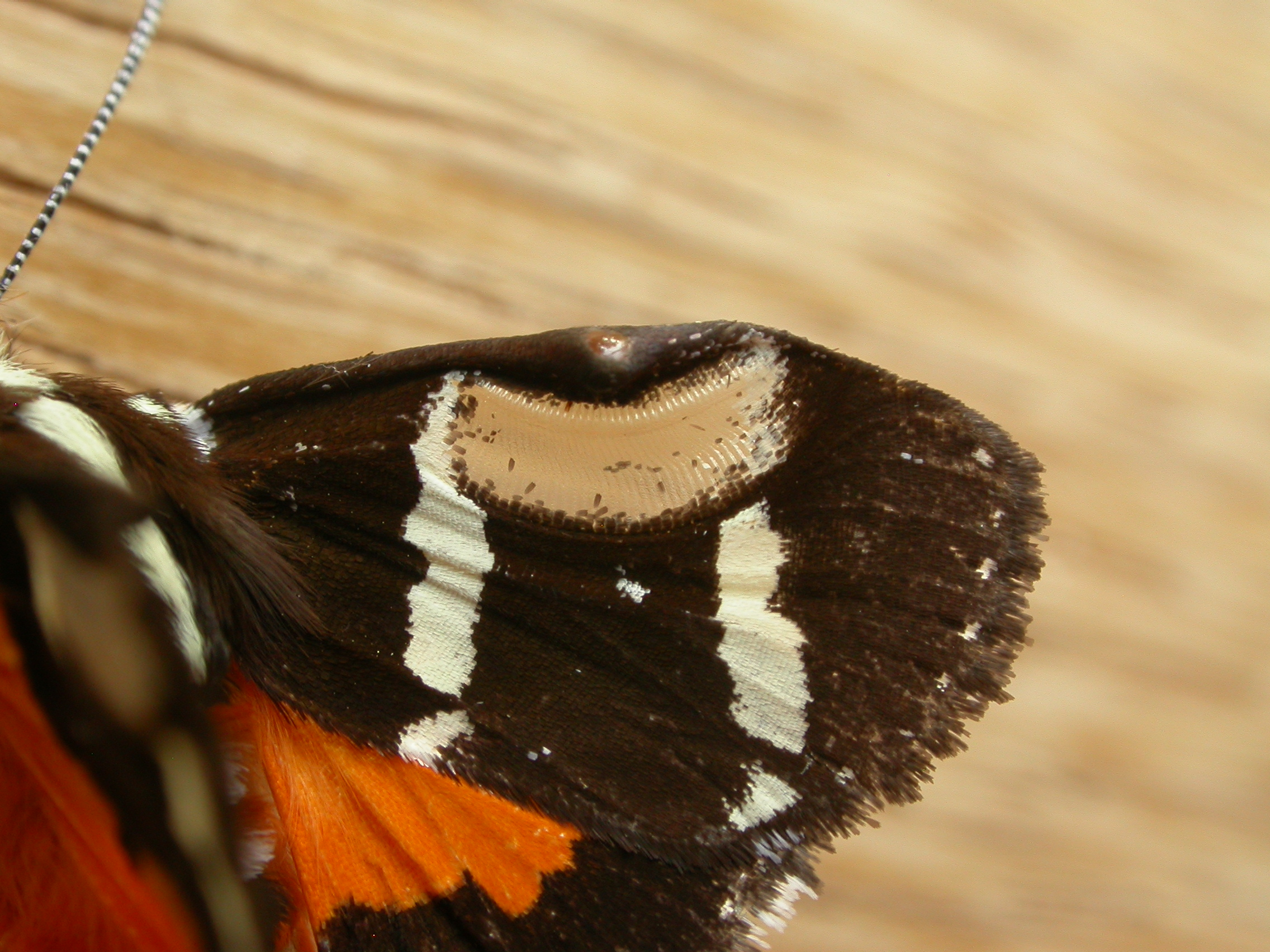
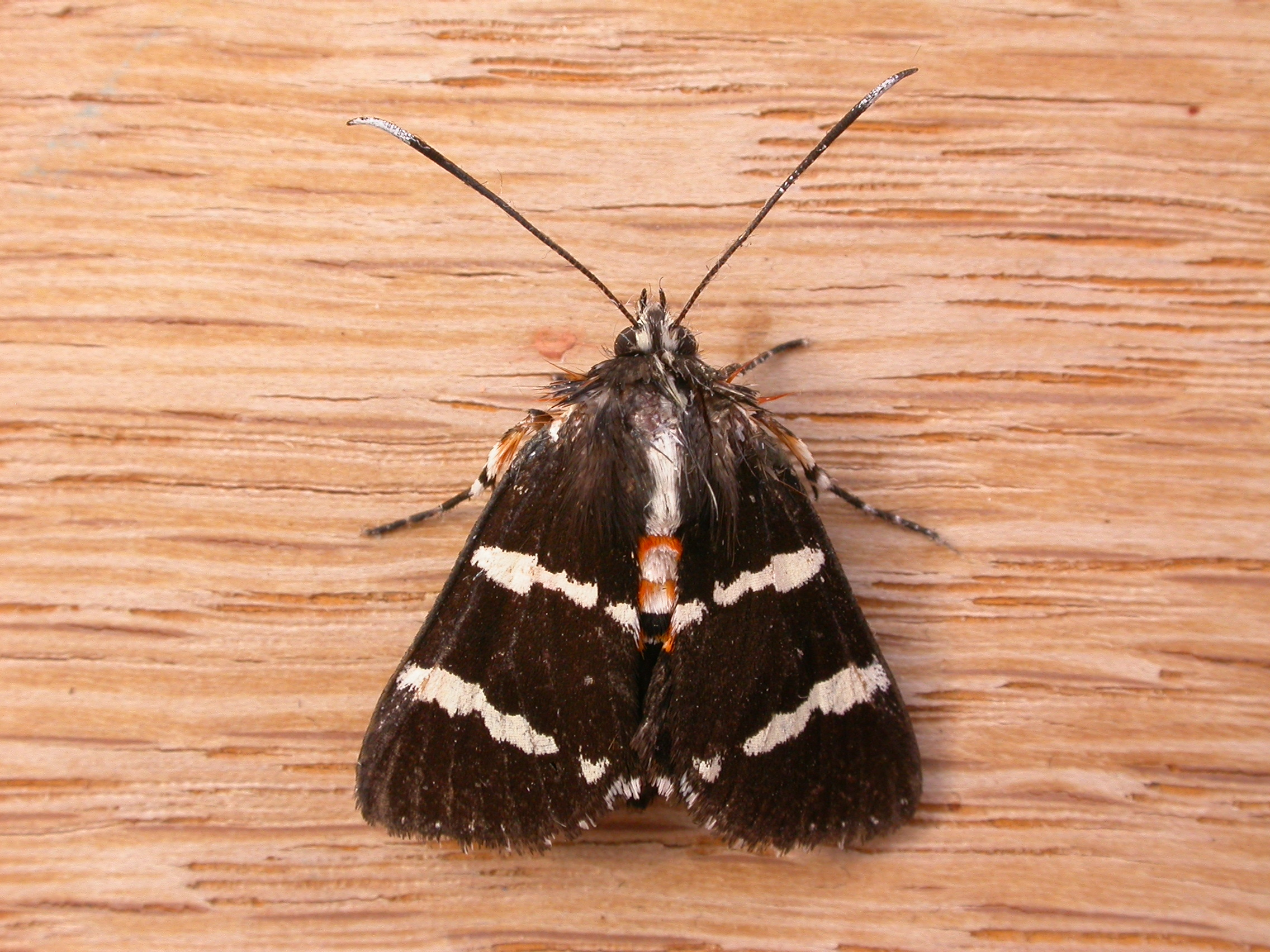